# 帕喬區
10°57′27″S 76°55′59″W / 10.9575°S 76.9330°W
帕喬區（西班牙語：Distrito de Paccho），是秘魯的一個區，位於該國中南部利馬大區的瓦烏拉省，面積229.3平方公里，海拔高度3,275米，2005年人口2,079，人口密度每平方公里9.1人。